# پل پارکر
پل پارکر (به انگلیسی: Paul Parker) بازیکن فوتبال زادهٔ ۴ آوریل ۱۹۶۴ اهل انگلستان بود که سابقهٔ بازی در تیم ملی فوتبال انگلستان را در کارنامهٔ خود دارد. وی در تاریخ ۲۶ آوریل ۱۹۸۹ نخستین بازی ملی خود را در مقابل تیم ملی فوتبال آلبانی انجام داد و با حضور در ۱۹ بازی ملی، در تاریخ ۹ مارس ۱۹۹۴ واپسین بازی ملی‌اش را در برابر تیم ملی فوتبال دانمارک برگزار کرد.